# Valerio Caprara
Valerio Caprara (Roma, 16 luglio 1946) è un critico cinematografico italiano.

## Biografia
Nato a Roma da Massimo Caprara (segretario di Palmiro Togliatti nell'immediato dopoguerra, dirigente politico, deputato al Parlamento e giornalista, diventato poi un testimone critico della storia del Partito Comunista Italiano) e Elena Ambrosi de Magistris, ha vissuto da ragazzo a Portici e poi a Napoli, dove ha conseguito la maturità presso il liceo classico Jacopo Sannazaro al Vomero. Laureato in lettere moderne all'Università La Sapienza di Roma nel 1972, ha iniziato la carriera universitaria collaborando con il suo relatore, l'italianista e critico letterario Walter Pedullà. Dal febbraio 1979 è il critico cinematografico del quotidiano Il Mattino.
È stato professore di Storia e critica del cinema alla Facoltà di Lettere e filosofia dell'Università degli studi di Napoli "L'Orientale" sino ad ottobre del 2011 e docente a contratto di Storia del cinema per il corso di Laurea magistrale alla Facoltà di Scienze della formazione dell'Università degli Studi di Napoli Suor Orsola Benincasa sino al 2016. Ha scritto sulle principali riviste specializzate nazionali (da “Bianco e nero” a “La Rivista del Cinematografo”), è stato autore di testi e conduttore in voce e in video di svariati programmi Rai e dal 2007 è ospite fisso della trasmissione Cinematografo condotta da Gigi Marzullo in onda su RaiUno.
Direttore artistico degli Incontri Internazionali del Cinema di Sorrento dal 1983 al 2000, ha curato sezioni del Meeting Cinema e Storia di San Marino e del Giffoni Film Festival e attualmente è Presidente della giuria del Pietrasanta Film Festival. Dal 2010 al 2018 è stato prima Amministratore unico della s.r.l. Film Commission della Regione Campania e successivamente Presidente della stessa società trasformatasi in Fondazione. Dal 2011 al 2017 è stato membro della Commissione per la cinematografia (sezione per la promozione) presso il Ministero per i Beni e le Attività Culturali. Dal 2017 è membro del Comitato scientifico della Fondazione Centro Sperimentale di Cinematografia.

## Riconoscimenti
Nel 1997 vince ad Assisi il premio Meccoli per la critica cinematografica; nel 1999 l'Efebo d'oro di Agrigento per il miglior libro di cinema; nel 2008 il premio per il miglior libro di cinema ex aequo agli Incontri con l'autore di Assisi; nel 2009 a Pescara il premio Flaiano al critico cinematografico. Nel 2011 vince il Premio "Sebetia-Ter" per il giornalismo. Il 26 novembre 2015 a Palazzo Barberini in Roma riceve dalle mani del ministro della cultura on. Dario Franceschini il Premio De Sica con la seguente motivazione: "Critico eminente con una speciale attenzione, precisa ed equilibrata, nei confronti del cinema americano, rispettato e apprezzato anche come docente universitario". Nel 2017 è insignito a Napoli del premio Cosimo Fanzago, annualmente assegnato a persone che hanno contribuito con il loro impegno letterario, artistico, scientifico e professionale alla crescita e al prestigio della città. Il 5 maggio 2018 gli viene assegnato dal Sindacato Nazionale Giornalisti Cinematografici, nel corso del Busto Arsizio Film Festival, il premio Lello Bersani come "omaggio alla forte capacità di unire alla cultura cinematografica anche la dote di essere un ottimo divulgatore e saggista con uno stile coerente, appassionato e sempre sorprendente".

## Opere
È titolare di un'ampia bibliografia tra libri, saggi in volumi collettanei, curatele di cataloghi e contributi alla redazione di annuari, enciclopedie e dizionari  (tra cui le voci Sergio Leone, Marcello Mastroianni, Dino Risi, Francesco Rosi e Stefano Vanzina del Dizionario Biografico degli Italiani) e autore del documentario Incontro con Dino Risi (2001), prodotto per la serie Archivio della Memoria della Scuola nazionale di cinema-CSC.
Ha pubblicato note monografie, tra cui quelle dedicate a Sam Peckinpah, Samuel Fuller e Walerian Borowczyk per Il Castoro cinema- La Nuova Italia e a Steven Spielberg, Alfred Hitchcock e Dino Risi per Gremese Editore, nonché documentato operazioni di restauro (Spettabile pubblico. Carosello napoletano di Ettore Giannini; Quando il neorealismo si trasforma in commedia. Il segno di Venere di Dino Risi). Tra le ultime opere si segnalano Sentieri selvaggi. Cinema americano 1979-1999 (4 voll. Bulzoni Editore, Roma, 2003), Il buono, il brutto, il cattivo. Storie della storia del cinema italiano (Alfredo Guida Editore, Napoli, 2006) e il Dizionario del cinema erotico, Mondadori Electa, Milano 2007.